# Đài Phát thanh Trung ương Triều Tiên
Đài Phát thanh Trung ương Triều Tiên (KCBS)  (tiếng Triều Tiên: 조선중앙방송; Hancha: 朝鮮中央放送; Romaja: Joseon Jungang Bangsong; McCune–Reischauer: Chosŏn Chungang Pangsong) là một dịch vụ phát thanh trong nước được điều hành bởi Ủy ban Phát thanh Trung ương Triều Tiên, một đài phát thanh thuộc sở hữu của Nhà nước ở Triều Tiên.

## Lịch sử
Đài Phát thanh Trung ương Triều Tiên được thành lập vào ngày 14 tháng 10 năm 1945 với tên 
Đài Phát thanh Bình Nhưỡng sau khi Triều Tiên được giải phóng khỏi Nhật Bản. Sau đó, đài này được đổi tên thành Đài Phát thanh Trung ương Triều Tiên vào tháng 2, năm 1948 và vẫn được duy trì tên này cho đến ngày nay.

## Phát thanh
Đài Phát thanh Trung ương Triều Tiên phát thanh từ 5 giờ sáng đến 3 giờ sáng thông qua mạng lưới thiết bị phát sóng trung và sóng ngắn phủ sóng toàn quốc. Có thể dễ dàng nghe thấy ở các quốc gia lân cận do có đường truyền sóng mạnh, bao gồm cả Hàn Quốc nơi một số tần số của nó bị nhiễu (do nước này sử dụng công nghệ phá sóng). Nó cũng được chuyển tiếp vào những thời điểm nhất định thông qua Đài Tiếng nói Triều Tiên, dịch vụ sóng ngắn quốc tế của Triều Tiên. Tín hiệu thời gian của nó giống với tín hiệu của Đài Truyền hình Trung ương Triều Tiên và Đài Tiếng nói Triều Tiên. Đài Phát thanh Trung ương Triều Tiên cũng phát sóng trên vệ tinh ChinaSat 12.

## Chương trình phát sóng
Một chương trình trung tâm được phát sóng từ Bình Nhưỡng trên hầu hết các máy phát trong toàn bộ ngày phát sóng, mặc dù một số được cho là thực hiện chương trình khu vực từ 2 giờ chiều đến 3 giờ chiều. Tất cả các chương trình đều bằng tiếng Triều Tiên và bao gồm cả âm nhạc, trò chuyện và tin tức. Các bản tin chính được phát lúc 6 giờ sáng, 7 giờ sáng, 10 giờ sáng, giữa trưa, 3 giờ chiều, 5 giờ chiều, 8 giờ tối, 9 giờ tối và 10 giờ tối.